# Eitelborn

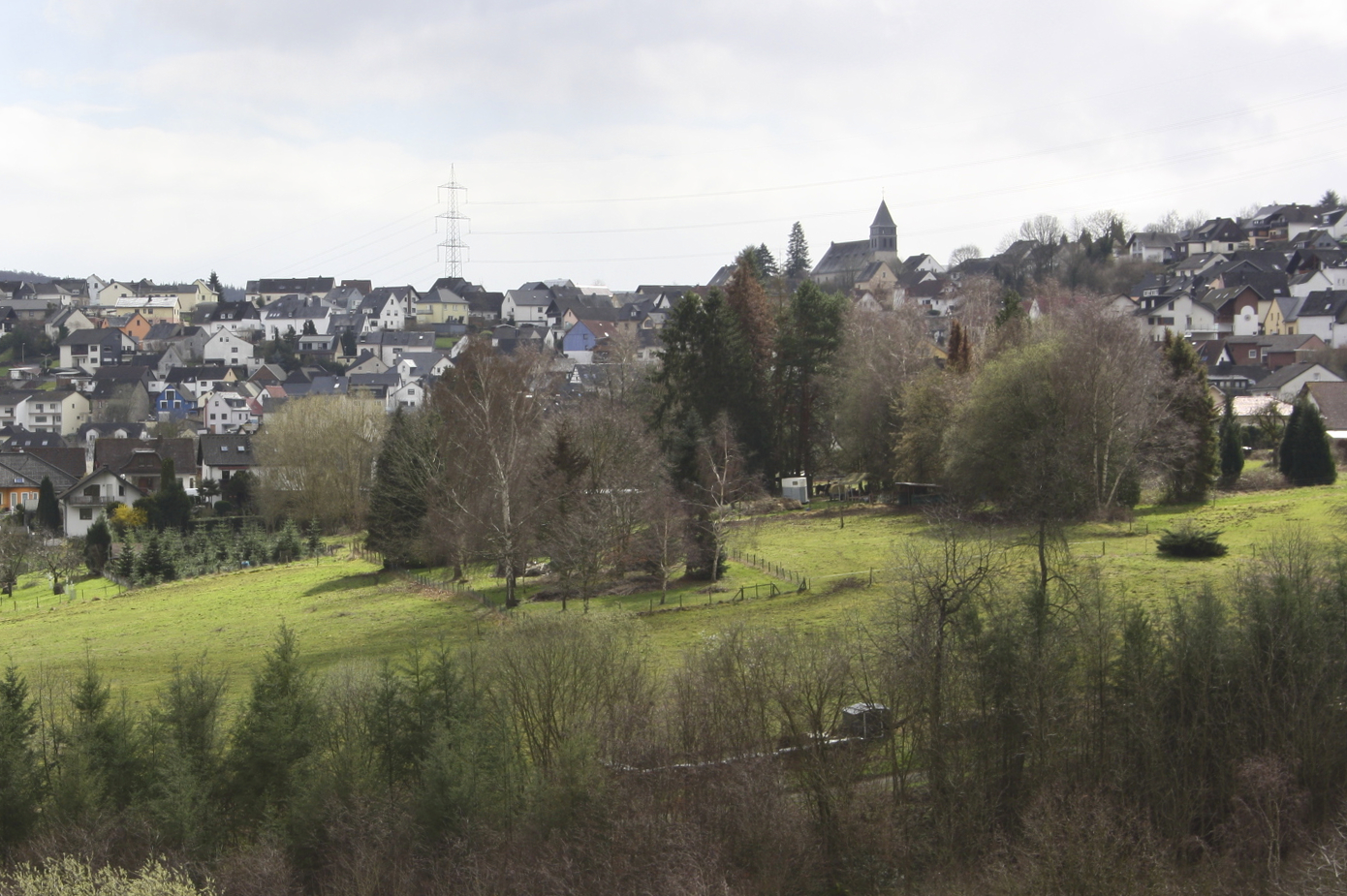
Ansicht von Eitelborn (2020)

Eitelborn ist eine Ortsgemeinde im Westerwaldkreis in Rheinland-Pfalz. Sie gehört der Verbandsgemeinde Montabaur an.

## Geographische Lage
Die Gemeinde liegt im Westerwald zwischen Koblenz, Höhr-Grenzhausen, Montabaur und Bad Ems. Nachbargemeinden sind Kadenbach im Norden, Arzbach im Osten und Neuhäusel im Nordwesten. Der nördlich von Kadenbach gelegene Eitelborner Wald gehört zur Gemarkung.
Zu Eitelborn gehören auch die Wohnplätze Am Stundenstein, Denzerheide, Forsthaus Eitelborn und Ölmühle.

## Geschichte
Eitelborn wurde 1325 zum ersten Mal urkundlich erwähnt.
Um 1300 gelangten die Helfensteiner, die als Ministerialen im Dienste des Erzbischofs von Trier standen, in den Besitz des Herrenhofes „Denzinrode“ (heute Denzerheide) bei Eitelborn. 1310 erbaute Heinrich von Helfenstein an beherrschender Stelle über dem Tal des Emsbaches die Sporkenburg, so genannt nach dem Bannforst. Im Dreißigjährigen Krieg (1618–1648) zerstörten die Franzosen die Burg, deren Ruine heute rheinland-pfälzisches Eigentum ist. Das Geschlecht derer von Pfaffendorf mit der Seitenlinie der Meinefelder von Ehrenbreitstein war 1325 und noch 1375 mit dem Dorf Eitelborn belehnt. Diese wurden 1440 von den Helfensteinern abgelöst. Die Herren der Sporkenburg, die Wentz von Niederlahnstein (seit 1524) und die Boos von Waldeck (seit 1729) waren am Eitelborner Hubengericht beteiligt.
Eitelborn, das seit 1925 eine eigene Kirche Mariä Himmelfahrt besitzt, löste sich 1953 aus der katholischen Pfarrei Arzbach. Maßgebend für den Bau der Kirche in Eitelborn waren der damalige Pfarrer Quernheim und der Kirchenrechner Johann Wilhelm Simon (nach dem eine Straße zur Kirche benannt wurde).
Von 1965 bis zur Gründung der Verbandsgemeinde 1972 schlossen sich die Ortsgemeinden Eitelborn und Neuhäusel zu einer gemeinsamen Bürgermeisterei zusammen. Deren Sitz war Eitelborn mit einer Außenstelle in Neuhäusel. Der damalige Bürgermeister war der spätere Erste Beigeordnete der Verbandsgemeinde Montabaur, Heinz Reusch.
1967 wurde die Augst-Gemeinde Eitelborn als „schönstes Dorf“ gekürt.
Einwohnerentwicklung
Die Entwicklung der Einwohnerzahl von Eitelborn, die Werte von 1871 bis 1987 beruhen auf Volkszählungen:
| Jahr | Einwohner |
| ---- | --------- |
| 1815 | 541       |
| 1835 | 802       |
| 1871 | 872       |
| 1905 | 1.068     |
| 1939 | 1.101     |
| 1950 | 1.254     |

| Jahr | Einwohner |
| ---- | --------- |
| 1961 | 1.377     |
| 1970 | 1.787     |
| 1987 | 2.325     |
| 2005 | 2.517     |
| 2011 | 2.410     |
| 2017 | 2.454     |

## Politik

### Gemeinderat
Der Gemeinderat in Eitelborn besteht aus 20 Ratsmitgliedern, die bei der Kommunalwahl am 9. Juni 2024 in einer personalisierten Verhältniswahl gewählt wurden, und dem ehrenamtlichen Ortsbürgermeister als Vorsitzendem. 
Die Sitzverteilung im Gemeinderat:
| Wahl | SPD | CDU | BLL a | WGB b | WGS c | WGZ d | WGR e | Gesamt   |
| ---- | --- | --- | ----- | ----- | ----- | ----- | ----- | -------- |
| 2024 | 3   | –   | 6     | 5     | 2     | 4     | –     | 20 Sitze |
| 2019 | 3   | –   | 5     | 4     | 2     | 2     | –     | 16 Sitze |
| 2014 | 6   | –   | –     | –     | –     | –     | 10    | 16 Sitze |
| 2009 | 6   | –   | –     | –     | –     | –     | 10    | 16 Sitze |
| 2004 | 6   | 3   | –     | –     | –     | –     | 11    | 20 Sitze |

### Bürgermeister
Benedikt Knopp (Bürgerliste Labonte) wurde am 12. Juli 2024 Ortsbürgermeister von Eitelborn. Bei der Stichwahl am 23. Juni 2024 hatte er sich mit 63,0 % gegen seinen Vorgänger durchgesetzt, nachdem bei der Direktwahl am 9. Juni 2024 keiner der ursprünglich drei Bewerber eine ausreichende Mehrheit erreicht hatte.
Knopps Vorgänger Daniel Best hatte das Amt im Sommer 2019 ebenfalls nach einer Stichwahl von Norbert Blath übernommen, der es seit 25 Jahren ausgeübt hatte und bei der Wahl 2019 nicht erneut angetreten war.

### Wappen
| Wappen von Eitelborn | Blasonierung: „Im Göpelschnitt gespalten und geteilt; vorn in Gold drei rote heraldische Lilien, zwei zu eins gestellt; hinten in Rot eine goldene Burg in Form eines Torturmes mit anschließender Schildmauer, beide mit schwarzen Maueröffnungen und Blendbögen, stilisiert nach der Innenansicht der Sporkenburg zu Eitelborn; unten in Schwarz ein goldener Brunnen mit rechteckigem Trog und kannelierter Säule mit aufgesetzter Kugel.“ |
| Wappen von Eitelborn | Wappenbegründung: Die drei grünen Lilien entstammen dem Wappen der Herren von Helfenstein, den Erbauern der Sporkenburg. Die goldene Burgschildmauer zeigt den heute noch vorhandenen Baubestand. Der Brunnen stilisiert den bis 1950 am alten Rathausplatz vorhandenen Dorfbrunnen. |

## Kultur und Sehenswürdigkeiten

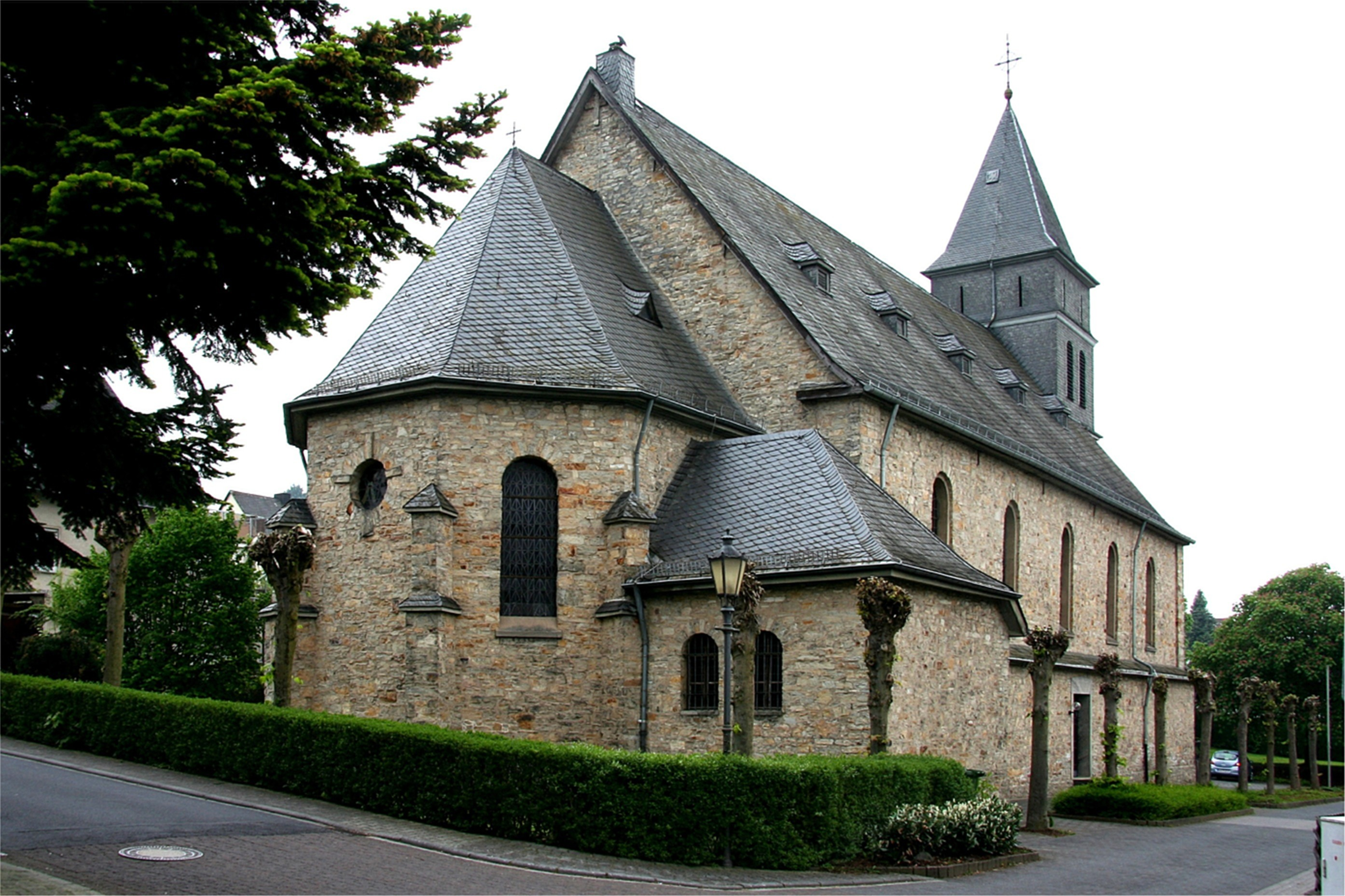
Pfarrkirche Mariä Himmelfahrt

### Bauwerke
- Etwa einen Kilometer südlich des Dorfes liegt die Sporkenburg.
- In den Jahren 1923 bis 1925 wurde die Kirche Mariä Himmelfahrt erbaut.

Siehe auch Liste der Kulturdenkmäler in Eitelborn

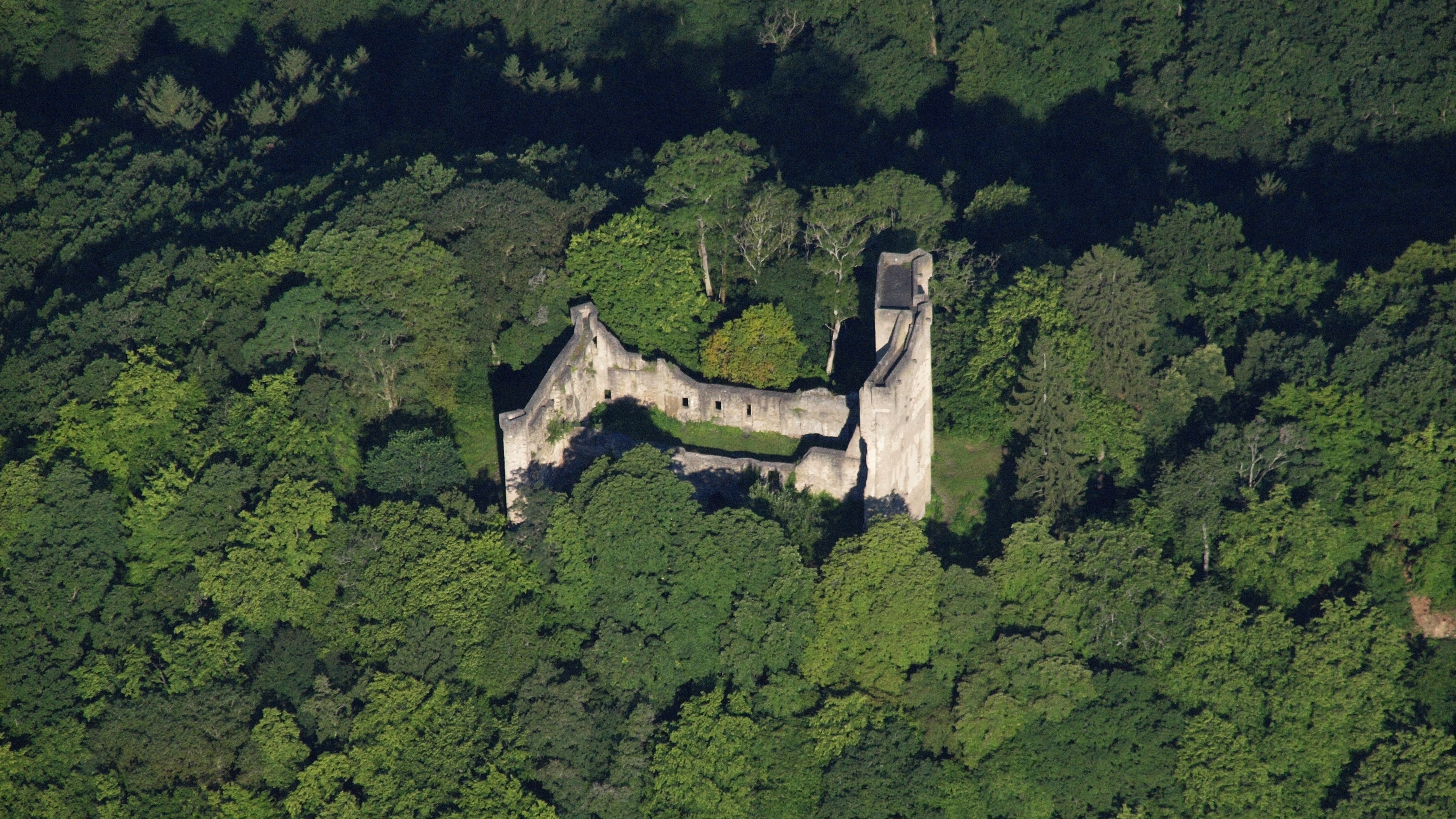
Die Sporkenburg südöstlich von Eitelborn

### Naturdenkmäler
- Siehe Liste der Naturdenkmale in Eitelborn

### Verkehr

#### Individualverkehr
- In Neuhäusel besteht Anschluss an die Bundesstraße 49.
- In Montabaur besteht Anschluss an die Bundesautobahn 3 in Richtung Köln und Frankfurt.

#### Öffentlicher Personenverkehr
- Eitelborn wird täglich durch die Busse der Linie 460 (Koblenz Hbf – KO Zentralplatz – KO-Ehrenbreitstein – Neuhäusel – Montabaur Adenauerplatz –Montabaur Bahnhof/FOM) des Rhein-Mosel-Bus angefahren, es gilt der Tarif des Verkehrsverbund Rhein-Mosel (VRM).
- Montags bis freitags gibt es zudem Verbindungen mit der Linie 557 über Neuhäusel, Kadenbach und Arzbach nach Bad Ems. Dort besteht Bahnanschluss.
- Anschluss an den Eisenbahnfernverkehr besteht in Koblenz Hauptbahnhof sowie am Bahnhof Montabaur.
- In Koblenz wird außerdem der SPNV in Richtung Köln, Düsseldorf, Frankfurt am Main, Luxemburg, Saarbrücken, Neuwied, Limburg, Mainz und Wiesbaden erreicht.

## Persönlichkeiten
- Gerd Silberbauer (* 1953), Schauspieler
- Boris Stein (* 1984), Triathlet